# Coppa dei Campioni del Golfo 2003
La Coppa dei Campioni del Golfo 2003 è la 20ª edizione della coppa a cui prendono parte 5 squadre da 5 federazioni provenienti da tutto il Golfo Persico.
La competizione è stata vinta dagli kuwaitiani dell'Al-Arabi Kuwait che si aggiudica la seconda edizione della coppa nella sua storia, dopo aver vinto il girone finale.
| Team            | Pts | Pld | W | D | L | GF | GA | GD |
| --------------- | --- | --- | - | - | - | -- | -- | -- |
| Al Arabi Kuwait | 8   | 4   | 2 | 2 | 0 | 4  | 2  | +2 |
| Al-Muharraq     | 7   | 4   | 2 | 1 | 1 | 5  | 3  | +2 |
| Al-Hilal        | 7   | 4   | 2 | 1 | 1 | 5  | 3  | +2 |
| Al Oruba Sur    | 4   | 4   | 1 | 1 | 2 | 3  | 4  | −1 |
| Qatar SC        | 1   | 4   | 0 | 1 | 3 | 1  | 7  | −6 |

Tutte le partite giocate in Kuwait.
| Jan 27, 2003 | Al Hilal | 2–0 | Qatar SC |
| Jan 28, 2003 | Muharraq | 1–2 | Al Arabi |
| Jan 29, 2003 | Al Oruba | 1–2 | Al Hilal |
| Jan 30, 2003 | Qatar SC | 0–2 | Muharraq |
| Feb 1, 2003  | Al Arabi | 0–0 | Al Oruba |
| Feb 2, 2003  | Al Hilal | 1–1 | Muharraq |
| Feb 3, 2003  | Qatar SC | 1–1 | Al Arabi |
| Feb 5, 2003  | Muharraq | 1–0 | Al Oruba |
| Feb 6, 2003  | Al Hilal | 0–1 | Al Arabi |
| Feb 7, 2003  | Qatar SC | 0–2 | Al Oruba |